# 955
| [ Edytuj tabelę ]              |                                                |
| Książę Polski                  | - 940 Siemomysł 960                            |
| Król Anglii                    | - 946 Edred 955 - 955 Edwin 959                |
| Hrabia Aragonii                | - 922 Andregota Galíndez 972                   |
| Hrabia Aragonii i król Nawarry | - 926 Garcia I 970                             |
| Hrabia Barcelony               | - 947 Borrell II 992 - 947 Miro 966            |
| Książę Bawarii                 | - 947 Henryk I 955 - 955 Henryk II Kłótnik 976 |
| Książę Burgundii               | - 952 Gilbert 956                              |
| Cesarz Bizancjum               | - 913 Konstantyn VII Porfirogeneta 959         |
| Car Bułgarii                   | - 927 Piotr I 969                              |
| Książę Czech                   | - 935 Bolesław I Srogi 972                     |
| Król Danii                     | - 940 Gorm Stary 958                           |
| Władca Egiptu                  | - 946 Abu al-Kasim Unudżur 960                 |
| Król Franków zachodnich        | - 954 Lotar 986                                |
| Hrabia Holandii                | - 939 Dirk II 988                              |
| Cesarz Japonii                 | - 946 Murakami 967                             |
| Kalif                          | - 946 Al-Muti 974                              |
| Hrabia Kastylii                | - 923 Ferdinand Gonzalez 970                   |
| Król Khmerów                   | - 944 Radżendrawarman II 968                   |
| Wielki książę Kijowa           | - 945 Światosław I 972                         |
| Patriarcha Konstantynopola     | - 933 Teofilakt 956                            |
| Władca Korei                   | - 949 Kwangjong 975                            |
| Król Leónu                     | - 950 Ordoño III 956                           |
| Król Norwegii                  | - 933 Haakon Dobry 961                         |
| Hrabia Palatynatu              | - 945 Hermann Pusillus 994                     |
| Papież                         | - 946 Agapit II 955 - 955 Jan XII 964          |
| Hrabia Portugalii              | - 950 Gonçalo Mendes 999                       |
| Książę Saksonii                | - 936 Otton I Wielki 961                       |
| Król Szkocji                   | - 954 Indulf 962                               |
| Doża Wenecji                   | - 942 Pietro III Candiano 959                  |
| Książę Węgier                  | - 947 Fajsz 955 - 955 Taksony 970              |

Rok 955 / CMLV
stulecia: IX wiek ~
X wiek ~
XI wiek

lata: 945 «
950 «
951 «
952 «
953 «
954 «
955
» 956
» 957
» 958
» 959
» 960
» 965

## Wydarzenia
- 10-12 sierpnia – rycerstwo państwa wschodniofrankijskiego pod wodzą Ottona I rozgromiło koczowniczych Madziarów w bitwie na Lechowym Polu.
- 16 października –  bitwa nad Rzeknicą. Wojska Ottona I dzięki zdradzie Ranów pokonały połączone siły Obodrzyców i stłumiły powstanie Słowian połabskich.
- 16 grudnia – Jan XII wybrany na papieża.

## Urodzili się
- Ezzon, hrabia palatyn Lotaryngii, ojciec Rychezy Lotaryńskiej, królowej Polski (zm. 1034)

## Zmarli
- 23 lipca - He Ning, chiński urzędnik i kanclerz (ur. 898)
- 10 sierpnia
  - Bulcsú, węgierski wódz (horka)
  - Konrad I Rudy książę Lotaryngii
- 16 października - Stoigniew, książę obotrycki i współwładca
- 1 listopada – Henryk I, książę Bawarii (ur. 919/921)
- 8 listopada – Agapit II, papież (ur. ?)
- 23 listopada – Edred, król Anglii (ur. ok. 923)
- Abu 'Ali Chaghani, władca Czaganianu (Turkmenistan)
- Gamle Eirikssen, wódz wikingów (ur. 910)
- Hervé I, hrabia Mortagne-au-Perche
- Lehel, wódz plemienia Węgier („horka”)
- Muhammad ibn Shaddad, władca z dynastii Szaddadydów
- Parantaka I, władca z  dynastii Ćolów (Indie)
- Sułtan Satuq Bughra Khan, władca z dynastii Karachanidów

### Data przybliżona
- Bermudo Núñez, hiszpański hrabia